# チェスター動物園をつくろう
『チェスター動物園をつくろう』（チェスターどうぶつえんをつくろう、原題：Our Zoo）は、イギリスBBCで2014年9月3日から2014年10月8日まで放送されたテレビドラマ。
日本では、WOWOWにて2015年4月29日に全話一挙放送された。

## あらすじ
1930年、かつて第一次世界大戦に参加した兵士だったジョージ・モッターズヘッドは、イングランドのチェスターで実家の雑貨店の手伝いをしながら、戦争で負った心の傷にさいなまされていた。
ある日、彼は外国産の珍獣を引き取ったことを機に、動物園の運営を思いつく。だが、それは簡単なことではなかった。

## 登場人物
ジョージ・モッターズヘッド（George Mottershead）
演 - リー・イングルビー（日本語吹替：三木眞一郎）
リジー・モッターズヘッド（Lizzie Mottershead）
演 - リズ・ホワイト（日本語吹替：日野由利加）
ジョージの妻。
ミュリエル・モッターズヘッド（Muriel Mottershead）
演 - アメリア・クラークソン（日本語吹替：下山田綾華）
ジョージの娘。愛称ミュー。
ジューン・モッターズヘッド（June Mottershead）
演 - オーナー・ニーフシー（日本語吹替：芦田愛菜）
ジョージの娘。

## スタッフ
- 脚本 - マット・チャーマン
- 監督 - アンディ・ド・エモニー
- 製作 - マシュー・リード、アダム・ケンプ

## 放送日程
| 放送回    | 放送日   | サブタイトル                 | 視聴者数 （百万人） |
| --------- | -------- | ---------------------------- | ------------------- |
| Episode 1 | 9月03日  | The Idea                     | 5.17                |
| Episode 2 | 9月10日  | Moving On                    | 5.31                |
| Episode 3 | 9月17日  | The Village Rivals           | 5.21                |
| Episode 4 | 9月24日  | The Fund Of Chester Zoo      | 4.81                |
| Episode 5 | 10月01日 | In The Middle Of A Local War | 5.56                |
| Episode 6 | 10月08日 | The Final Decision           | 5.66                |

## 日本国内での放送
WOWOW
2015年4月29日に12:00から吹替版を一挙放送。